# Lang & Cie. Real Estate Beteiligungsgesellschaft mbH
Die Lang & Cie. Real Estate Beteiligungsgesellschaft mbH ist ein deutscher Konzern mit Sitz in Frankfurt am Main. Sie ist in der Immobilienwirtschaft tätig, insbesondere in der Projektentwicklung. Der operative Schwerpunkt liegt dabei über die Tochtergesellschaft Lang & Cie. Real Estate AG (Beteiligung zu 94,9 %, Stand Ende 2021) auf der Entwicklung von Büroimmobilien in Frankfurt am Main.

## Nahestehende Gesellschaften
An der namensähnlichen Gesellschaften Lang & Cie. Rhein-Ruhr Real Estate AG, Köln, besteht lediglich eine geringfügige Minderheitsbeteiligung des Konzerns. Allerdings sind mehrere natürliche Personen aus dem Kreis der Gesellschafter der Lang & Cie. Real Estate Beteiligungsgesellschaft über die Lang & Cie. Projektentwicklung GmbH an Lang & Cie. Rhein-Ruhr Real Estate AG und Lang & Cie. Industrial AG, Frankfurt am Main, beteiligt.

## Geschichte
Die operativ tätige Lang & Cie. Real Estate AG wurde im Jahr 2006 gegründet, die heutige Muttergesellschaft des Konzerns im Jahr 2009. In der AG wurden nach Unternehmensangaben seit 2006 rund 500.000 m² Fläche bebaut. Das Projektvolumen summierte sich in diesem Zeitraum auf rund zwei Milliarden Euro (Stand: Mitte 2025). 2017 hatte das Unternehmen einen Umsatz von 109,1 Millionen Euro.

## Geschäftsfelder
Lang & Cie. entwickelt insbesondere großformatige Bürogebäude mit geografischem Schwerpunkt in Frankfurt am Main und der unmittelbaren Umgebung des Rhein-Main-Gebiets. Auch Hotel- und Wohnimmobilien wurden dort vereinzelt entwickelt.

## Bedeutende Projektentwicklungen
- The Cube der Deutschen Börse gemeinsam mit Groß & Partner, erbaut 2008–2011, Eschborn
- Deutschlandsitz der Brady Corporation, erbaut 2009, Egelsbach
- Sitz des Beschaffungsamts des BMI, erbaut 2010–2011, Bonn
- House of Logistics & Mobility, erbaut 2012–2014, Gewerbegebiet Gateway Gardens, Frankfurt
- Zentrale des Automobilclubs von Deutschland, erbaut 2015–2016, Frankfurt-Niederrad
- Zentrale von Medico international, erbaut 2016–17, Frankfurt
- Sitz der Landesärztekammer Hessen, erbaut 2017–2019, Frankfurt
- Europazentrale von Nintendo, erbaut 2019–2020, Frankfurt-Niederrad
- Zentrale von Randstad Deutschland, erbaut 2019–2021, Eschborn
- Bürogebäude der DekaBank Deutsche Girozentrale, erbaut 2019–2022, Frankfurt-Niederrad

## Konzerngliederung und Eigentümerstruktur
Die Lang & Cie. Real Estate Beteiligungsgesellschaft mbH fungiert als Muttergesellschaft zweier Management- und zweier Generalübernehmer-Gesellschaften. Darüber hinaus umfasst der Konzern eine Reihe von Projekt- und Objektgesellschaften beziehungsweise Anteile an solchen Gesellschaften, die Eigentümer der einzelnen Immobilien sind.
Gesellschafter sind die fünf natürlichen Personen, die auch die Geschäftsführung bilden.